# Иконография Гаутамы Будды в Лаосе и Таиланде
Иконография Будды Гаутамы в Лаосе и Таиланде имеет наименование pang phraputtarup (тайск. ปาง พระพุทธ รูป), а принимаемая изображением поза — pang (тайск. ปาง). Она призывает собою к возвращению в определённые временем события земного существования учителя, позволяя вспомнить его долгие путешествия поиска истины и его мудрые изречения.

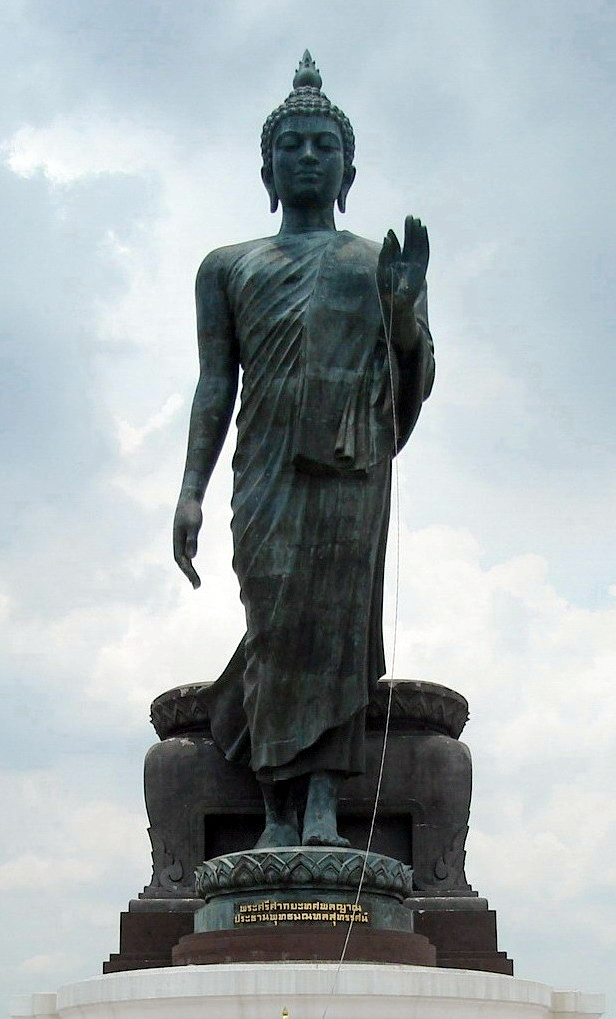
Статуя Будды с поднятой рукой в символистической позиции abhāya mudrā. Тело его покрыто монашеской мантией, позволяющей обнажиться правому плечу.

## Художественное представление
Будда всегда изображаем конкретизированными физическими атрибутами, включая также его наряд и позиции, каждая из которых, в особенности положение и жестикуляция рук, представляются согласно с общеизвестными в буддийской среде канонами. В иных исповедующих буддизм странах, применяется отличная, но родственная по сути своей иконография, например — мудры в индийском искусстве.
Для буддистов правильное отображение лика Будды — это ипостась — настоящая духовная эманация Сиддхартхи Гаутамы, обладающая сверхъестественными качествами. Несмотря на то, что Будда Шакьямуни божеством не является, последователи его учения стремятся общаться с неземным миром через скульптурные образы, молясь и преклоняясь пред ними.
Иконографические изображения ни в коем случае не предназначены для следования натуралистическим воззрениям о том, как выглядел духовный учитель при жизни, ведь самые древние сооружения датируются, по крайней мере, от пятисот до шестисот лет после его кончины и ухода в материальное небытие.
При возведении статуи Будды имеется предположение, что творец нашел себя в особом духовном и умственно-душевном состоянии (самадхи), позволяющем последнему отчетливо визуализировать в сознании своем идеальность бытующей действительности. Совершенно не уместно требование соответствующей идентичности обликов Будд — каждый из них в большей мере самодостаточен, разнообразие художественных стилей и национальных традиций находятся в абсолютном поощрении, но все же то не освобождает создателей от необходимости соблюдения сложившихся исторически правил представительства искусственного.

## Символическая атрибутика
Дигха-никая, собрание старинных палийских текстов, предоставляет список из 32 телесных, свойственных Будде признаков, приобретших канонический статус. Множество из них до крайности поэтичны — «ноги словно антилопы», «лодыжки — округлые раковины», в то же время содержатся и более соответствующие анатомическому строению человека: ступни ровные, на каблуках выступающие; длинные, тонкие пальцы рук и ног; небольшой хохолок меж бровями.
Любопытен тот факт, что Будда, как говорят, имел невысокий выступ на поверхности лобной доли его черепа, usnīsa, изредка видимый художнику шпилем или опухолью после удара. Взгляд его — безмятежный, неотягощённый печалью, со слабой улыбкою губ. Он бессменно демонстрируется с вытянутыми мочками ушей, что объясняется царским прошлым принца, обремененным великой тягостью материального владения, но в настоящее время это — символ мудрости Гаутамы.

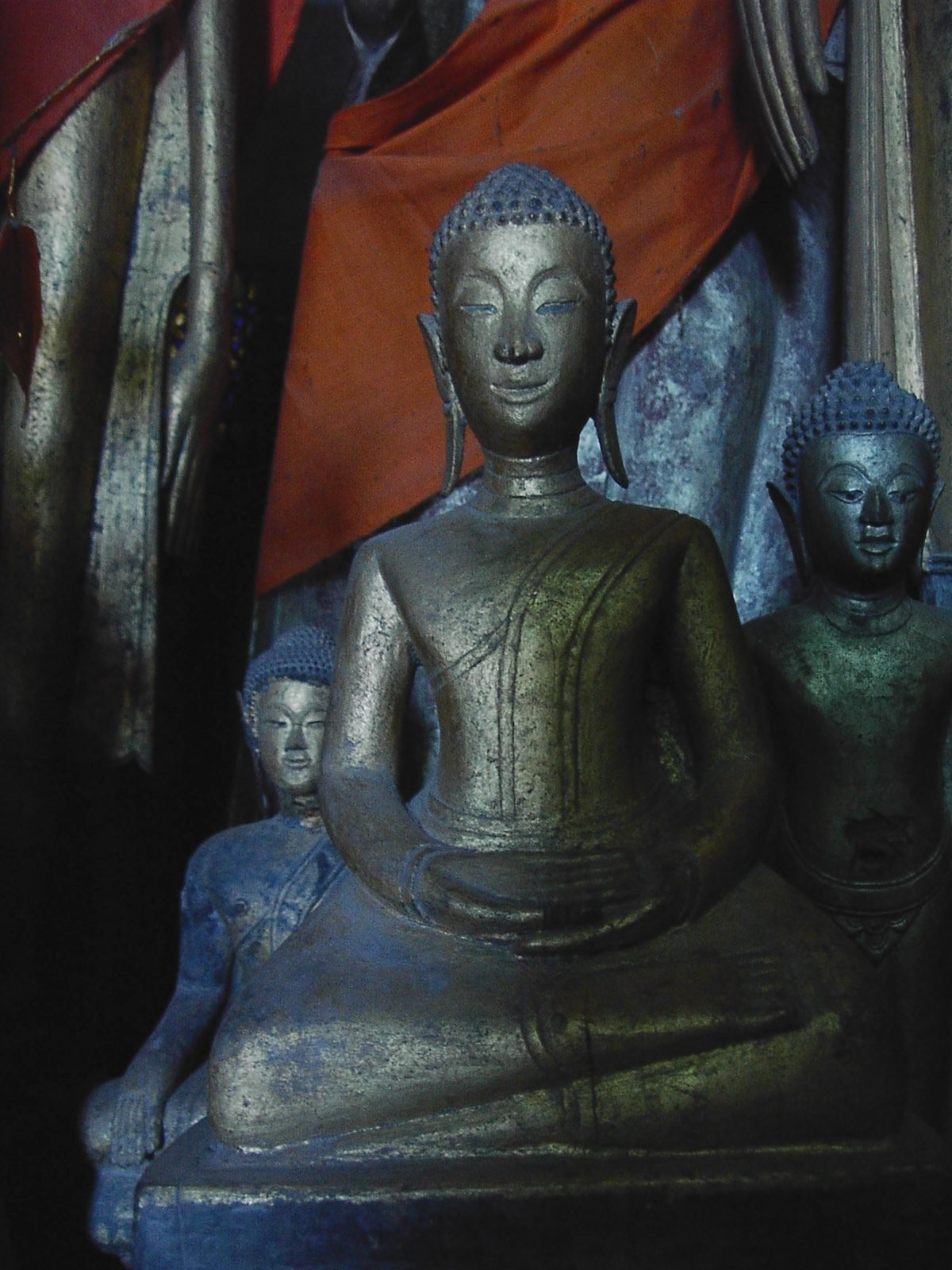
Статуя «медитация Будды». (Ват Сиенгтхонг, Луангпхабанг, Лаос)

### Позы и одеяние
Будда может быть запечатлен в одной из четырёх позиций тела:
- Сидящий: в «позе героя» (vīrāsana), с ногами накрест лежащими; в «позе несокрушимого» (pralambanāsana, известная также как «поза лотоса»), скрестив ноги, дабы ступни обеих ног находились на соседних бедрах
- Стоящий: на обеих ногах смирно, либо одной из ног выступая вперед
- Прогуливающийся
- Отдыхающий: полулежащее положение фигуры Сиддхартхи Гаутамы, спящего или, чаще всего, представляющего собой mahāparinabbāna: окончательное состояние просветления перед смертью.

Духовный учитель представляется носящим монашеское одеяние, которое и по сей день распространенное в кругах бхикшу. Символизирует то смиренность Будды. (Изначально был он принцем отказавшимся, по истечении тридцати лет, от мира изобилия и удовольствий во имя искания истины, а наряд его был — плащ из покровов трупа). Одежда изображение имела просвечивающее, таинственно вздымающееся, что указывает на духовную силу, исходящую от Будды.

### Мудры
Важнейшим аспектом иконографии являются сотворяемые руками жесты (мудры), и, вкупе с описанными выше позами, предоставляют связное воспоминание о земной жизни Сиддхартхи.
Шесть наиболее значимых мудр:
- Бхумиспарша-мудра (тайск. ปางมารวิชัย)
- Дхьяна-мудра (тайск. ปางสมาธิ)
- Варуна-мудра (тайск. ปางประทานพร)
- Абхая-мудра (тайск. ปางประทานอภัย)
- Витарка-мудра
- Дхармачакра-мудра

На протяжении веков различные сочетания и вариации шести этих мудр подвергались заметной эволюции. Например, «двойная абхая-мудра», совершаемая обеими поднятыми к небу ладонями — бытующее явление Таиланда и Лаоса в XVI веке, на сегодняшний же день — одно из ключевых представлений скульптурного Будды в странах Юго-Восточной Азии. По той самой причине, что художники желали запечатлеть более деталью насыщенные моменты жизнеописания Гаутамы, начали свое развитие новые, вторичные по содержанию мудры: «Будда, держащий чашу для подаяний», «Будда, получающий в подарок манго», и «Будда, совершающий всевозможные чудеса».

## Список литературы
- Рябоволова А. Буддийская иконография: Будды, Божества, Учителя. — Чебоксарская типография № 1, 2007. — 64 с. —  ISBN 978-5-7361-0112-2
- Пугаченкова Г. А. Искусство Гандхары. — М.: Искусство, 1982. — 196 с.
- Matics K.I. Gestures of the Buddha. — Bangkok, Chulalongkorn University Press, 2004.